# Spilosoma virginica
Spilosoma virginica är en fjärilsart som beskrevs av Fabricius 1798. Spilosoma virginica ingår i släktet Spilosoma och familjen björnspinnare. Inga underarter finns listade i Catalogue of Life.

## Bildgalleri

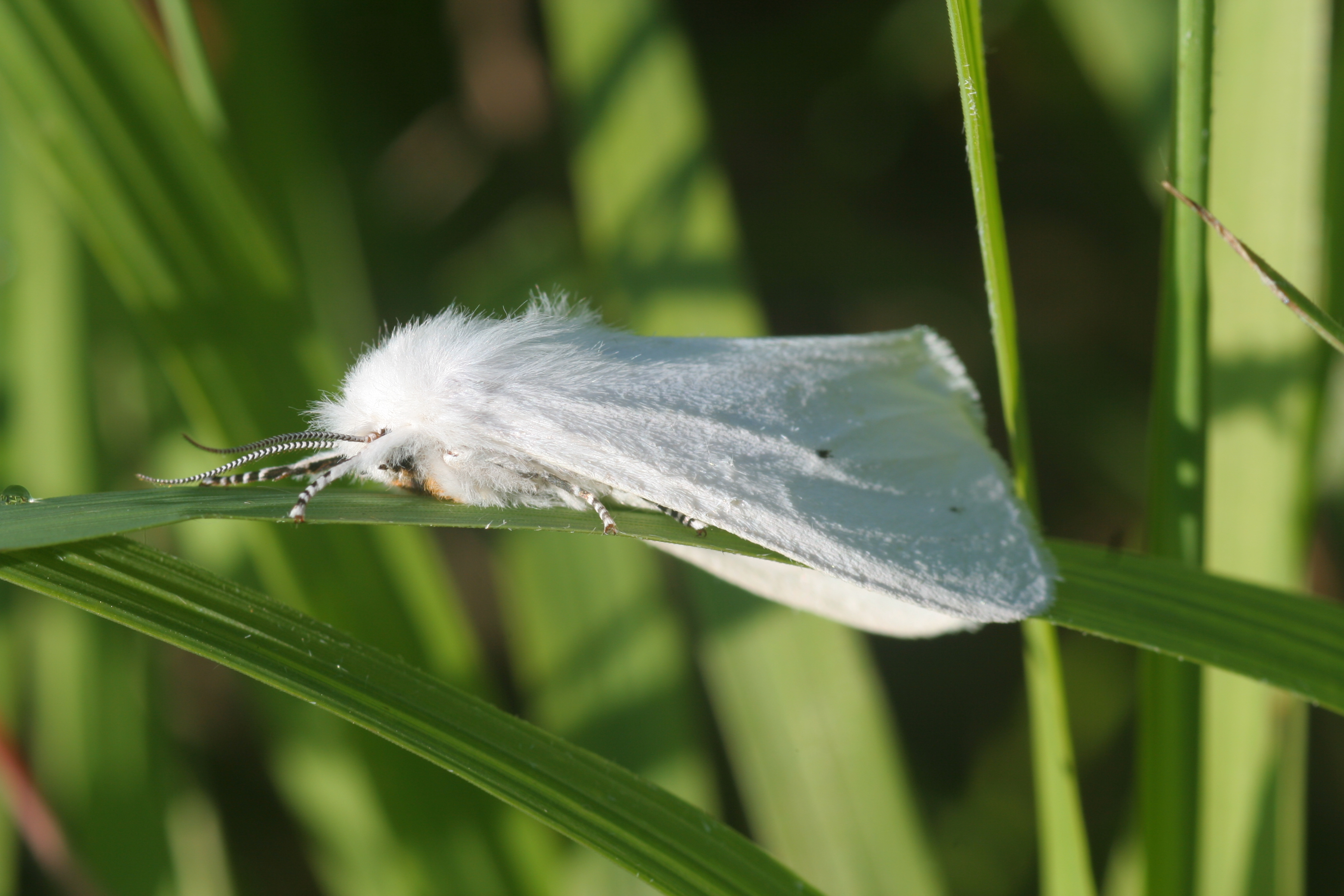
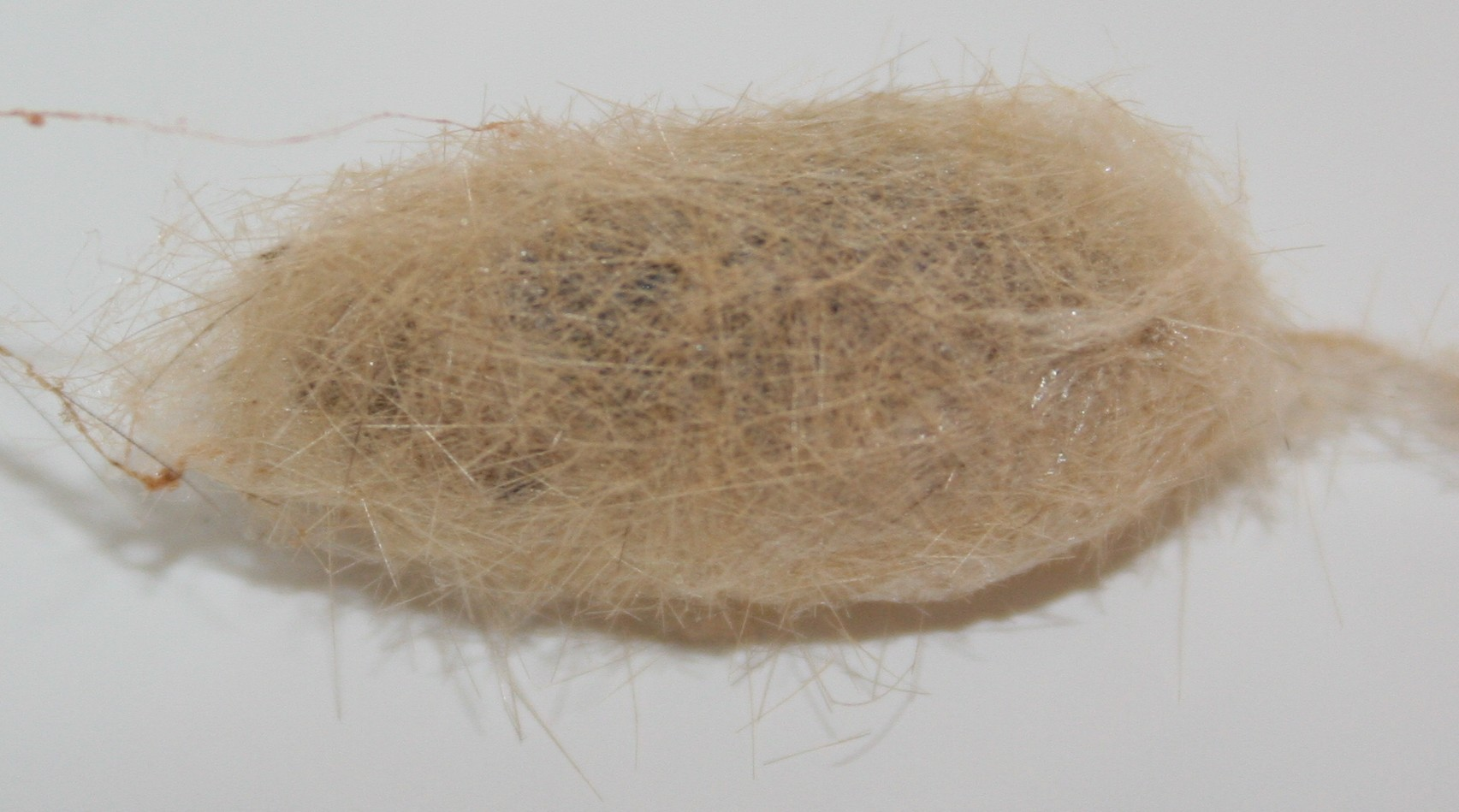
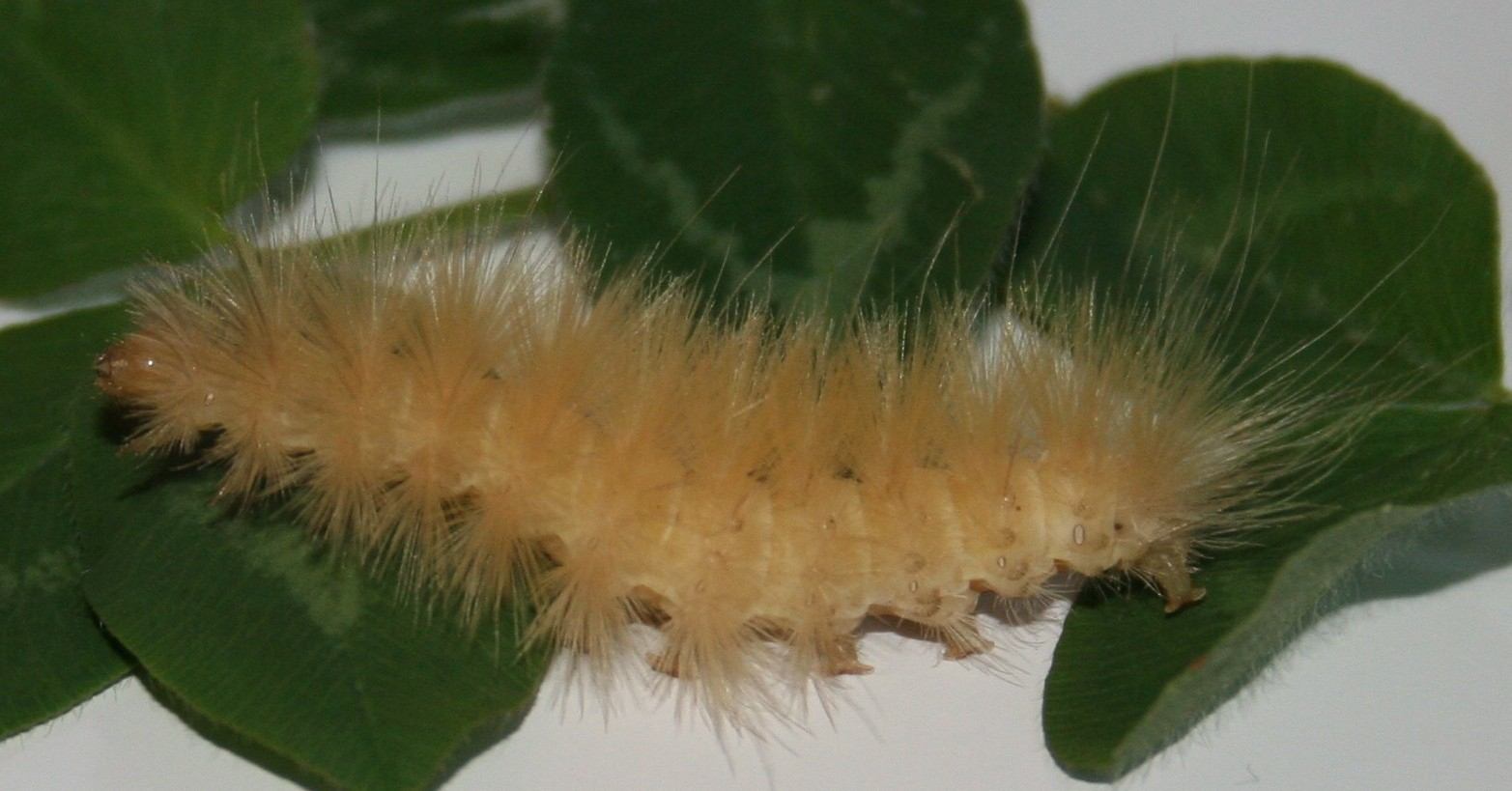